# Bakole
Bakole (auch Bakolle, Bamusso und Kole) ist eine Bantusprache und wird von circa 300 Menschen in Kamerun gesprochen.
Sie ist im Département Ndian in der Region Sud-Ouest verbreitet.

## Klassifikation
Bakole ist eine Nordwest-Bantusprache und gehört zur Duala-Gruppe, die als Guthrie-Zone A20 klassifiziert wird.